# Карл Топия
Карл Топия (алб. Karl Topia; между 1338 и 1342 — январь1388) — первый этнический албанец (по крайней мере, по отцу), ставший независимым правителем Албанского княжества с центром в городе Дуррес (Драч, Дураццо). Князь Албании в 1368—1382 и 1385—1388 годах. В 1374 году получил от папы римского Григория XI титул «Великий граф Албании».

## Биография
Будучи по матери внуком короля Роберто Неаполитанского, Карл Топия в 1358 году предъявил апанажные права на албанские территории, формально входившие в состав анжуйского Королевства Албания с центром в г. Дуррес, который ему удалось захватить только в 1368 году при поддержке венецианцев.
Заполучив Дуррес, Карл принял новый титул принцепса (князя) Албании, что фактически явилось концом существования на этой территории анжуйского герцогства Дураццо. Укрепляя свою власть, Топия столкнулся с братьями своей первой жены Балшичами, стремившимися объединить под своей властью все сербские земли. Война с Георгием I Балшичем закончилась тем, что Карл Топия весной 1364 года взял его в плен и два года продержал в заточении.
Другой Балшич, Балша II, оказался удачливее в войне с Топия: в 1382 году он отнял у него албанское княжество и правил им вплоть до своей гибели в битве против турок в 1385 году, после чего Карл Топия при поддержке турок вернулся на княжение. 17 августа 1386 года Топия, видя усиление турецкой угрозы, подписал союзный договор с Венецианской республикой, признав над собой её сюзеренитет. В том же году он безуспешно попытался отнять у вдовы Балши II Ксении Комнин Валонское княжество. В январе 1388 года Карл Топия скончался оставив княжество своему единственному законному сыну Джиержи Топия. Похоронен в монастыре св. Иоанна Владимира в Эльбасане.

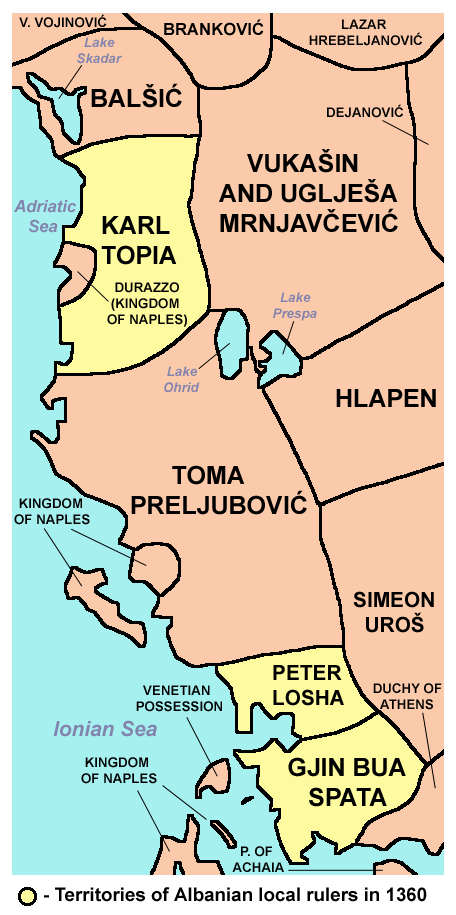